# アルバート・アーノルド・ベネット

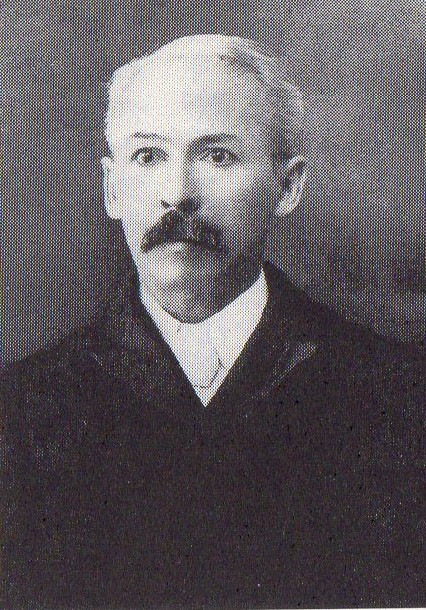
アルバート・アーノルド・ベネット

アルバート・アーノルド・ベネット（Albert Arnold Bennett、1849年4月16日 - 1909年10月12日）は、アメリカ北部バプテストの宣教師、横浜バプテスト教会牧師。現在の関東学院の源流となる横浜バプテスト神学校を設立し、初代校長となる。「ベンネット」と表記する場合が多い。

## 生涯
父エドワード・A・ベネット、母ジュディスの息子として、アメリカ合衆国ペンシルベニア州フィラデルフィアに生まれる。1872年、名門ブラウン大学を卒業、さらに1875年、シカゴのバプテスト・ユニオン神学校を卒業し、マサチューセッツ州ハリストンのバプテスト教会牧師となった。
1879年9月30日にメラ・イザベル・バロウズ（1858 - 1936）と結婚し、同年12月6日に夫妻で来日した。横浜を拠点に神奈川県内や八王子などで伝道に従事するとともに、1884年10月6日に設立した横浜バプテスト神学校の校長となり日本人伝道者の育成に努めた。1886年にネイサン・ブラウンの死去に伴い横浜バプテスト教会牧師に就任した。1896年6月15日に起こった明治三陸地震による津波災害においては、その被害調査と救援活動に一ヶ月間尽力した。
1909年10月11日に行われた横浜バプテスト神学校創立25年記念会に病を押して出席し翌日死去した。横浜外国人墓地に葬られた。『讃美歌 (1954年版)』48番「しずけきゆうべの」は、ベネットが作詞し、妻のメラが作曲したものである。
関東学院大学・金沢八景キャンパスにある多目的ホールは「ベンネットホール」と名称がついている。